# Otham
Otham – wieś w Anglii, w hrabstwie Kent, w dystrykcie Maidstone. Leży 4 km na południowy wschód od miasta Maidstone i 57 km na południowy wschód od centrum Londynu.